# (697) Галилея
(697) Галилея (англ. Galilea) — астероид главного пояса, , который относится к спектральному классу C. Он был открыт 14 февраля 1910 года американским астрономом Джозефом Хелффричем в Гейдельбергской обсерватории и назван в честь итальянского физика, механика, астронома, философа и математика Галилео Галилея. Выбор названия связан с 300-летним юбилеем открытия галилеевских спутников. 
Тиссеранов параметр относительно Юпитера — 3,225.